# 2,4-Diaminobuttersäure
2,4-Diaminobuttersäure ist eine chemische Verbindung und nichtproteinogene α-Aminosäure. Sie kommt natürlich als struktureller Bestandteil bakterieller Zellwände und in verschiedenen Peptid-Antibiotika vor.

## Stereochemie
2,4-Diaminobuttersäure hat am C-2 ein stereogenes Zentren, so dass zwei Enantiomere existieren.
| Enantiomere    |                                                            |                                                            |
| Name           | (S)-2,4-Diaminobuttersäure                                 | (R)-2,4-Diaminobuttersäure                                 |
| Andere Namen   | (2S)-2,4-Diaminobuttersäure L-2,4-Diaminobuttersäure L-Dab | (2R)-2,4-Diaminobuttersäure D-2,4-Diaminobuttersäure D-Dab |
| Strukturformel |                                                            |                                                            |
| CAS-Nummer     | 1758-80-1 1883-09-6 (Dihydrochlorid)                       | 26908-94-1 127531-11-7 (Dihydrochlorid)                    |
| EG-Nummer      | 112-431-2                                                  | –                                                          |
| PubChem        | 134490                                                     | 638153                                                     |
| Drugbank       | DB03817                                                    | –                                                          |
| Wikidata       | Q27094699                                                  | Q27236426                                                  |

## Vorkommen
2,4-Diaminobuttersäure wurde bei 17 Stämmen von coryneformen Organismen im Zellwandbestandteil Murein gefunden. L-2,4-Dab ist ferner in Polymyxinen, einer  antibiotisch wirkenden Klasse von Polypeptiden, enthalten. In freier Form wurde (S)-2,4-Diaminobuttersäure in den Samen von Lathyrus-Arten gefunden.

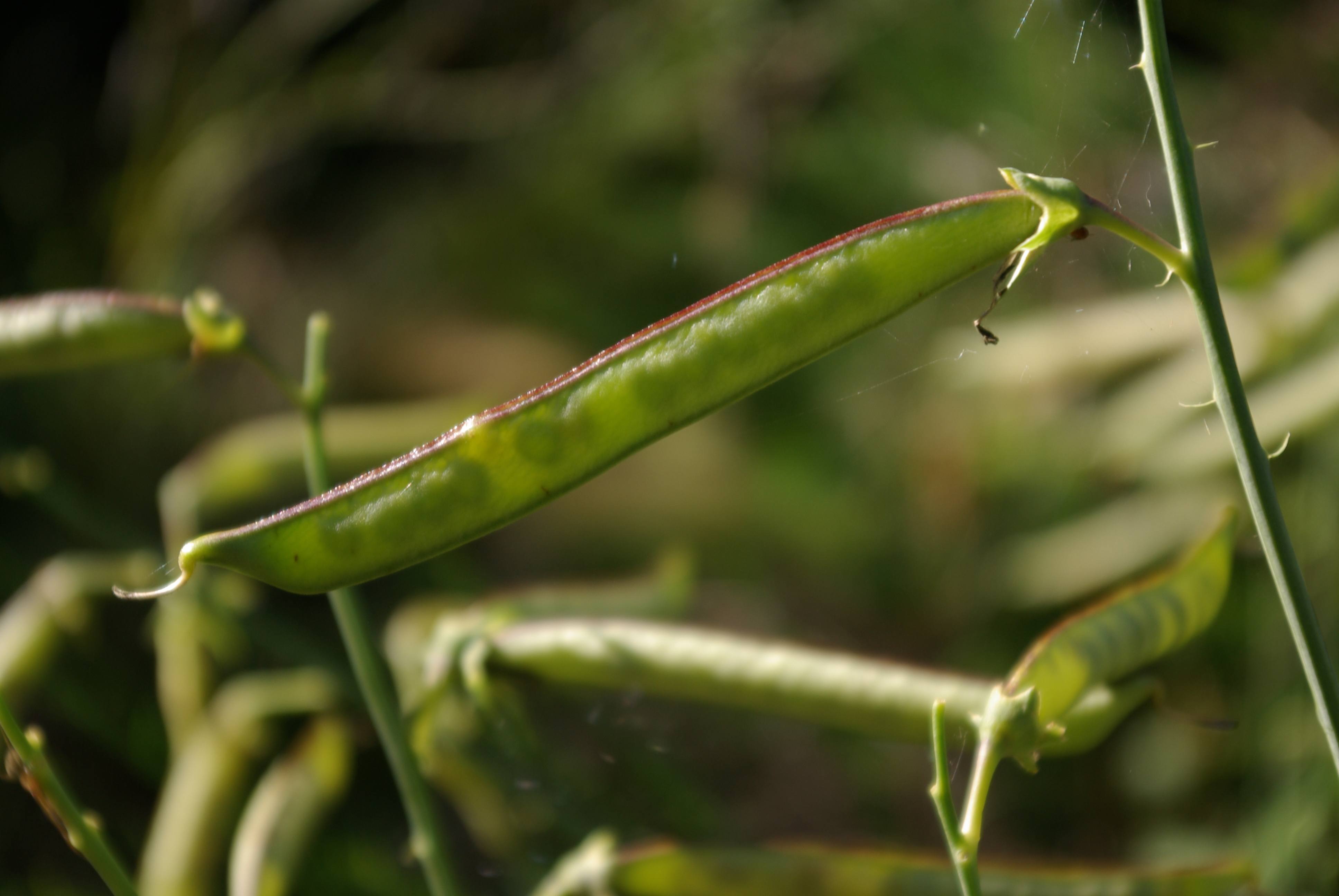
L-2,4-Dab kommt in den Samen der Breitblättrigen Platterbse vor.
Das Reserveantibiotikum Colistin (Polymyxin E) enthält sechs L-2,4-Dab-Struktureinheiten